# Scenarij
Scenarij je predloga oziroma besedilo z opisi dogajanja in dialogi za snemanje dramskih del in filmov. Je natančen načrt za film, njegovo ime je povezano s tem, da vsebuje tudi popis scen oz. prizorišč.
Obstajata dve splošni vrsti scenarijev, t. i. naročeni scenariji in snemalni scenariji.
Prav tako obstajata dve vrsti scenarijev po obliki, to sta špekulacijski scenarij in snemalni scenarij.
Scenariji so pogosto napisani po literarni predlogi.

## Osnovni proces nastajanja
Na pisanje scenarija se avtor pripravlja z osnovno idejo, ki je zapisana v obliki logline-a oziroma premise, ki v stavku ali dveh izrazi osrednjo zgodbo, konflikt, protagonista in antagonista. Sledi sinopsis, kjer na kratko povzame načrt filmskega dogajanja, še bolj natančen je tako imenovani outline, kjer scenarist po točkah spiše vse scene čim bolj podrobno. Poznamo več vrst in verzij, nekatere so daljše, druge krajše, predvsem pa je to načrt, po katerem se ravna in je kot nekakšna biblija zgodbe. Outline-i so lahko dolgi tudi več kot 40 strani. Končna stopnja pa je treatment, ki je navadno dolg od 30-50 strani v obliki proze.
Pisanje zgodbe lahko traja od nekaj tednov, lahko se celo zavleče v več mesecev ali let. Šele po zgoraj omenjenih fazah scenarist prične s pisanjem prve verzije scenarija. Filmski scenarist jo lahko spiše v štiri do pet tednih, sledijo pa revizije (angleško ''revisions'' ali ''polishing'') in nove verzije (angleško ''version'' ali ''draft''). Navadno je scenarist po prvi spisani verziji opravil komaj polovico vsega dela.
Televizijske scenarije se piše manj časa. Če gre za špekulacijski scenarij, tudi tri tedne ali več, največkrat pa je urnik televizijske produkcije tako natrpan, da skupina scenaristov v scenaristični pisarni mora določeno epizodo spisati v manj kot tednu dni.
Ko film dobi zeleno luč za produkcijo pa se ustvari snemalno knjigo, v kateri so zapisani ali označeni tudi režiserjevi komentarji in dodatki. Če scenarij ni dokončan, nima vrednosti in mu ne moremo reči ″scenarij″.

## Scenariji za celovečerne filme
Za celovečerni film so scenariji dolgi približno 95-125 strani. 1 stran scenarija je navadno 1 minuta prikazanega na platnu, a to ne drži vedno. Žanri, kot so akcije, grozljivke, trilerji imajo več opisnega dela in manj dialogov, zato so ti scenariji navadno krajši, čeprav lahko trajajo enako dolgo kot na primer komedije ali drame, kjer je manj opisnega dela in več dialoga.

## Scenariji za igrane televizijske serije
Televizijske serije so po dolžini krajše od celovečernih filmov, razen kadar gre za TV film, ki je sicer enakovreden filmskemu scenariju, razen da vsebuje tudi reze in prehode primerne za oglasne bloke.
Igrane serije ameriškega izvora so producirane v 2 formatih:
- Komične serije - 30 minut (22 minut traja epizoda, 8 minut je rezerviranih za 3 oglasne bloke). Obstajata 2 obliki komičnih serij (angleško sitcom) in posledično scenarijev:
  - ''Single-cam'' vsebuje približno 32-35 strani (to je komična serija, ki je snemana na več lokacijah (v studiju in na zunanjih lokacijah); z več rezi; večjim proračunom; deluje bolj filmsko; produkcija traja dlje, od 3-6 snemalnih dni na epizodo); dober primer takšne serije je The Office.
  - ''Multi-cam'' pa približno 48-53 strani (to je komična serija, katere epizoda je navadno posneta v 1 popoldnevu v studiu pred živim občinstvom; vsaka scena je posneta v 1 kosu, brez rezov in to z več kamerami hkrati; značilen pa je tudi smeh občinstva (t.i. laugh track), ki je lahko naraven ali umetno prirejen oziroma dodan). Razlog, da so ti scenariji daljši, je v samem stilu ''double-space'' formata, kar pomeni, da so dialogi dvo-vrstični (večji; dvojni razmik med vrsticami). Razlog, zakaj uporabljajo takšen način pisanja je, da imajo producenti in igralci možnost dopisovanja vizualnih opomb ipd. Dober primer takšne serije so Prijatelji.

Posebno vlogo pri komičnih serijah igrajo tudi animirane serije, ki - čeprav so ti scenariji dolgi 48-53 strani - spadajo pod komične serije ''single-cam'' in zatorej pod format 30 minut. Dober primer takšne serije so Simpsonovi.
- Dramske serije - 60 minut (40-43 minut traja epizoda, za oglase je rezerviranih 4-6 oglasnih blokov, ki štejejo skupaj 17-20 minut). Dober primer dramske serije so Preiskovalci na delu: NCIS (TV-serija).